# Comuna de Krasocin
Krasocin (polaco: Gmina Krasocin) é uma gminy (comuna) na Polónia, na voivodia de Santa Cruz e no condado de Włoszczowski. A sede do condado é a cidade de Krasocin.
De acordo com os censos de 2004, a comuna tem 10 804 habitantes, com uma densidade 55,7 hab/km².

## Área
Estende-se por uma área de 193,89 km², incluindo:
- área agricola: 51%
- área florestal: 40%

## Demografia
Dados de 30 de Junho 2004:
|                      | Total   | Total | Mulheres | Mulheres | Homens  | Homens |
| -------------------- | ------- | ----- | -------- | -------- | ------- | ------ |
|                      | pessoas | %     | pessoas  | %        | pessoas | %      |
| População            | 10 804  | 100   | 5368     | 49,7     | 5436    | 50,3   |
| Densidade (pop./km²) | 55,7    | 100   | 27,7     | 27,7     | 28      | 28     |

De acordo com dados de 2005, o rendimento médio per capita ascendia a 1674,04 zł.

## Comunas vizinhas
- Kluczewsko, Łopuszno, Małogoszcz, Przedbórz, Słupia, Włoszczowa